# Otto von Habsburg
Otto von Habsburg, właśc. Franciszek Józef Otto Robert Maria Antoni Karol Maksymilian Henryk Sykstus Ksawery Feliks Renat Ludwik Kajetan Pius Ignacy von Habsburg-Lotaryński, znany w Austrii jako dr Otto Habsburg-Lothringen lub Otto Habsburg, a na Węgrzech – Habsburg Ottó (ur. 20 listopada 1912 w zamku Wartholz w Dolnej Austrii, zm. 4 lipca 2011 w Pöcking) – arcyksiążę, do 2007 głowa Domu Habsbursko-Lotaryńskiego (oficjalnie przekazał tę funkcję swojemu najstarszemu synowi, Karolowi), polityk prawicowy.

## Życiorys
Urodził się jako najstarszy syn ostatniego władcy Austro-Węgier – Karola I i jego żony – Zyty Burbon-Parmeńskiej. Ochrzczony został 25 listopada 1912 r. przez księcia-arcybiskupa Wiednia, kardynała Franza Xaviera Nagla. Jego rodzicami chrzestnymi byli: cesarz Franciszek Józef I (reprezentowany przez arcyksięcia Franciszka Ferdynanda) i babka – infantka Maria Antonina Portugalska. W listopadzie 1916 r. ojciec Ottona został cesarzem Austrii i królem Węgier, a Otto został sukcesorem tronu Austrii i Węgier (Kaiserlicher Prinz, Erzherzog von Österreich, Königlicher Prinz von Ungarn). W 1918 r., po zakończeniu I wojny światowej, Austro-Węgry rozpadły się, a Karol I zrzekł się władzy, ale nie abdykował i nadal uważany był za legalnego władcę także po ustanowieniu republiki w Austrii i na Węgrzech.
Rodzina Ottona udała się na wygnanie. Spędzili kilka lat w Szwajcarii, na portugalskiej Maderze (gdzie zmarł młodo ojciec Ottona) i w baskijskim mieście Lekeitio. W tym czasie parlament austriacki oficjalnie obalił dynastię Habsburgów i skonfiskował ich mienie (3 kwietnia 1919 r.). Używanie przed nazwiskiem „von” jako tytułu szlacheckiego zostało zakazane przez austriacką konstytucję.
W 1935 r. Otto ukończył nauki polityczne na Katolickim Uniwersytecie w Leuven. Po śmierci ojca, przebywając na wygnaniu, Otto uważał siebie za prawowitego cesarza Austrii i wielokrotnie publicznie tak się o sobie wypowiadał. W lutym 1938 r. zaproponował swoją kandydaturę na stanowisko kanclerza Austrii, chcąc tym samym zapobiec aneksji tego kraju. Po Anschlussie Austrii Hitler nakazał wystawienie za nim listu gończego. Otto razem z rodziną uciekł z Belgii do Paryża, a następnie opuścił Europę i spędził cztery lata w Waszyngtonie, gdzie domagał się restytucji państwa austriackiego po wojnie. Dwaj jego kuzyni – książęta Max i Ernst von Hohenberg zostali aresztowani w Wiedniu przez Gestapo i zesłani do obozu koncentracyjnego Dachau, gdzie przebywali aż do końca wojny.
31 października 1966 r., po raz pierwszy po obaleniu monarchii, przybył do Austrii. Roszczeń wobec tronu austriackiego zrzekł się pięć lat wcześniej – było to warunkiem udzielenia zgody na powrót. Organizacje monarchistyczne uważały go jednak za potencjalnego monarchę aż do jego śmierci. Nigdy natomiast nie zrzekł się praw do tronu węgierskiego.
Jako działacz europejskich organizacji integracyjnych, Otto był współtwórcą idei Paneuropy. Od 1972 r. pełnił funkcję przewodniczącego Międzynarodowej Unii Paneuropejskiej. W latach 1979–1999 zasiadał w Parlamencie Europejskim z ramienia CSU; został wybrany czterokrotnie latach 1979, 1984, 1989 i 1994. W 1989 jego pomysłem był „Piknik Europejski”, kiedy na kilka godzin otwarto granicę austriacko-węgierską; z możliwości ucieczki na Zachód skorzystało wówczas wielu obywateli NRD. W późniejszym okresie był zwolennikiem rozszerzenia Unii Europejskiej na wschód.
Zmarł 4 lipca 2011 r. w Pöcking. Został pochowany 16 lipca w Krypcie cesarskiej Kościoła Kapucynów w Wiedniu obok matki – Zyty Burbon-Parmeńskiej i brata – Karola Ludwika. Na pogrzebie byli m.in. król Szwecji, Karol XVI Gustaw, Henryk, wielki książę Luksemburga a także Jan Adam II, książę Liechtensteinu.

## Małżeństwo i potomstwo
10 maja 1951 r., w Nancy Otto ożenił się z Reginą Heleną, księżniczką Saksonii-Meiningen i Hildburghausen (ur. 6 stycznia 1925, zm. 3 lutego 2010). Para miała razem 7 dzieci i 23 wnucząt:
- Andrea Maria (ur. 30 maja 1953)

∞ 1977 hr. Karl Eugen Neipperg
- Monika Maria Roberta (ur. 13 września 1954)

∞ 1980 Luis María Gonzaga de Casanova-Cárdenas y Barón, książę Santangelo
- Michaela Maria Madeleine (ur. 13 września 1954)

∞ 1984–1994 Eric Alba Teran d’Antin
∞ 1994 hr. Hubertus Kageneck
- Gabriela Maria Charlotte (ur. 14 października 1956)

∞ 1978–1997 Christian Meister
- Walburga Maria Franziska(inne języki) (ur. 5 października 1958)

∞ 1992 hr. Archibald Douglas
- Karol Thomas Robert Bahnam (ur. 11 listopada 1961)

∞ 1993 baronówna Francesca Thyssen-Bornemisza de Kászon
- Paul Georg Maria (ur. 16 grudnia 1964)

∞ 1997 księżniczka Eilika Oldenburg
Otto von Habsburg mieszkał w Villi Austria w Pöcking, nad jeziorem Starnberger See, w niemieckiej Bawarii.

## Pełny tytuł
Se. Kais. und Kgl. Hoheit Franz Joseph Otto Robert Maria Anton Karl Max Heinrich Sixtus Xaver Felix Renatus Ludwig Gaetan Pius Ignatius, Kaiserlicher Prinz, Erzherzog von Österreich, Königlicher Prinz von Ungarn.

## Odznaczenia i wyróżnienia
Ordery domowe i religijne
- Suweren Orderu Złotego Runa (1922–2000)
- Suweren Orderu Gwiaździstego Krzyża (1922–2000)
- Order Annuncjaty
- Order Świętego Januarego
- Order Świętego Huberta
- Krzyż Wielki Orderu Niepokalanego Poczęcia z Vila Viçosa (1983)[8]
- Baliw Wielkiego Krzyża Honoru i Dewocji Zakonu Maltańskiego (1959)
- Krzyż Mariański Zakonu Krzyżackiego (1992)
- Protektor Zakonu Świętego Łazarza w Austrii
- Europejska Nagroda Karola Ziomkostwa Sudeckoniemieckiego (1970)

Odznaczenia państwowe
- Order Bawarski Zasługi (1978, Bawaria)
- Krzyż Wielki Orderu Zasługi RFN (1987, Niemcy)
- Order Wyzwolenia (Francja)
- Komandor Orderu Legii Honorowej (Francja)
- Krzyż Wielki Orderu Legii Honorowej (2011, pośmiertnie)
- Order Wolności (2004, Kosowo)[10]
- Wielki Order Króla Dymitra Zwonimira (1995, Chorwacja)[11]
- Order Krzyża Ziemi Maryjnej I klasy (1996, Estonia)
- Komandor Orderu Trzech Gwiazd (Łotwa)
- Komandor Orderu Wielkiego Księcia Giedymina (Litwa)
- Krzyż Wielki Orderu Oranje-Nassau
- Order Domowy Nassauski Lwa Złotego (Luksemburg)
- Medal Królewskiej Akademii (Maroko)
- Komandor z Gwiazdą Orderu Wielkiego Przywódcy (Hilal-I-Quaid-I-Azam, Pakistan)
- Wielki Komandor Legii Zasługi (Rodezja)
- Krzyż Wielki Orderu Świętej Agaty (2002, San Marino)
- Krzyż Wielki Orderu Karola III (1951, Hiszpania)
- Krzyż Wielki Orderu Afryki (Hiszpania)
- Krzyż Wielki Orderu Zasługi (2008, Tyrol Południowy)
- Krzyż Wielki Orderu Zasługi Republiki (1999, Węgry)
- Krzyż Wielki Orderu Świętego Grzegorza Wielkiego (1980, Watykan)
- Krzyż Wielki Orderu Świętego Sylwestra (Watykan)
- Order za Zasługi dla Republiki Macedonii (2011, Macedonia)[12]
- Order Księcia Jarosława Mądrego (2007, Ukraina)

Inne
- Honorowe obywatelstwo Sarajewa (2006)[13]

## Genealogia
| Prapradziadkowie              | Franciszek Karol Habsburg (1802–1878) ∞ 1824 Zofia Wittelsbach (1805–1872)          | Król Obojga Sycylii Ferdynand II Burbon (1810–1859) ∞ 1837 Maria Teresa Habsburg (1816–1867) | Król Saksonii Jan Wettyn (1801–1873) ∞1822 Amelia Augusta Wittelsbach (1801–1877)   | Król Portugalii Ferdynand II Koburg (1819–1885) ∞1836 Królowa Portugalii Maria Bragança (1819–1853) | Karol II Parmeński (1799–1883) ∞1820 Maria Teresa Sabaudzka (1803–1879)             | Karol Ferdynand Burbon (1778–1820) ∞1816 Karolina Burbon-Sycylijska (1798–1870)     | Król Portugalii Jan VI Bragança (1767–1826) ∞1785 Karolina Joachima Burbon (1775–1830)                  | Konstanty Löwenstein-Wertheim-Rosenberg (1802 – 1838) ∞1829 Maria Hohenlohe-Langenburg (1804–1833)      |
| Pradziadkowie                 | Karol Ludwik Habsburg (1833–1896) ∞1862 Maria Annunziata Burbon (1843–1871)         | Karol Ludwik Habsburg (1833–1896) ∞1862 Maria Annunziata Burbon (1843–1871)                  | Król Saksonii Jerzy I Wettyn (1832–1904) ∞ 1859 Maria Anna Bragança (1843–1884)     | Król Saksonii Jerzy I Wettyn (1832–1904) ∞ 1859 Maria Anna Bragança (1843–1884)                     | Karol III Parmeński (1823–1854) ∞1845 Ludwika d’Artois (1819–1864)                  | Karol III Parmeński (1823–1854) ∞1845 Ludwika d’Artois (1819–1864)                  | Król Portugalii Michał I Uzurpator (1802–1866) ∞1851 Adelajda Löwenstein-Wertheim-Rosenberg (1831–1909) | Król Portugalii Michał I Uzurpator (1802–1866) ∞1851 Adelajda Löwenstein-Wertheim-Rosenberg (1831–1909) |
| Dziadkowie                    | Otto Franciszek Austriacki (1865–1906) ∞1886 Maria Józefa Wettyn (1867–1944)        | Otto Franciszek Austriacki (1865–1906) ∞1886 Maria Józefa Wettyn (1867–1944)                 | Otto Franciszek Austriacki (1865–1906) ∞1886 Maria Józefa Wettyn (1867–1944)        | Otto Franciszek Austriacki (1865–1906) ∞1886 Maria Józefa Wettyn (1867–1944)                        | Robert Parmeński (1848–1907) ∞1884 Maria Antonina Bragança (1862–1959)              | Robert Parmeński (1848–1907) ∞1884 Maria Antonina Bragança (1862–1959)              | Robert Parmeński (1848–1907) ∞1884 Maria Antonina Bragança (1862–1959)                                  | Robert Parmeński (1848–1907) ∞1884 Maria Antonina Bragança (1862–1959)                                  |
| Rodzice                       | cesarz Austrii Karol I Habsburg (1887–1922) ∞1911 Zyta Burbon-Parmeńska (1892–1989) | cesarz Austrii Karol I Habsburg (1887–1922) ∞1911 Zyta Burbon-Parmeńska (1892–1989)          | cesarz Austrii Karol I Habsburg (1887–1922) ∞1911 Zyta Burbon-Parmeńska (1892–1989) | cesarz Austrii Karol I Habsburg (1887–1922) ∞1911 Zyta Burbon-Parmeńska (1892–1989)                 | cesarz Austrii Karol I Habsburg (1887–1922) ∞1911 Zyta Burbon-Parmeńska (1892–1989) | cesarz Austrii Karol I Habsburg (1887–1922) ∞1911 Zyta Burbon-Parmeńska (1892–1989) | cesarz Austrii Karol I Habsburg (1887–1922) ∞1911 Zyta Burbon-Parmeńska (1892–1989)                     | cesarz Austrii Karol I Habsburg (1887–1922) ∞1911 Zyta Burbon-Parmeńska (1892–1989)                     |
| Otto von Habsburg (1912-2011) |                                                                                     |                                                                                              |                                                                                     | |                                                                                     |                                                                                     | | |